# Ḥusain Ṯanāʾī Mašhadī
Ḥusain Ṯanāʾī Mašhadī (auch: Ḥusain Ḥakīm Ṯanāʾī Mašhadī, Ḫwāǧa Ḥusain Ṯanāʾī Mašhadī, persisch حسین ثنایی مشهدی, persisch حسین بن محمد مشهدی, persisch خواجه حسين ثنائي مشهدي; * in Maschhad; † 1587/1588 in Lahore) war ein Dichter der Safawidenzeit.
Erst als Erwachsener begann der Sohn eines Tuchhändlers zu dichten. Am Hof von Sultan Ibrahim Mirza genoss er hohes Ansehen. Nach der Hinrichtung Ibrahim Mirzas (1577) fand Ṯanāʾī zunächst Aufnahme am Hof des Moghulherrschers Akbar, später stand er bis zu seinem Tode im Dienst von Abdul Rahim Khan-e-Khanan.
In Handschriften sind unter anderem ein Dīwān und eine Schilderung der Taten Alexanders des Großen (Maṯnawī) erhalten. Auf einer indischen Weltkarte im Museum für Islamische Kunst in Berlin befindet sich ein astronomisch-astrologisches Gedicht von Ṯanāʾī Mašhadī, das nicht aus anderen Quellen bekannt ist.